# Lisbon Lions
The Lisbon Lions (deutsch: Lissaboner Löwen) ist der Spitzname, der der Mannschaft von Celtic Glasgow gegeben wurde, die den Europapokal der Landesmeister im Estádio Nacional in Lissabon, Portugal am 25. Mai 1967 gegen Inter Mailand mit 2:1 gewonnen hatte. Alle Spieler sind innerhalb eines Radius von 30 Meilen (48 Kilometer) um Glasgow (Schottland) geboren. Damit ist Celtic zusammen mit der Europapokalsiegermannschaft des 1. FC Magdeburg 1974 der einzige Verein in der europäischen Fußballgeschichte, der den Pokal mit einer komplett lokalen Mannschaft erringen konnte.
Celtics Stil war die Antithese des zynischen, aber hoch effektiven und als „Catenaccio“ bezeichneten defensiv orientierten Stils, den Inter zu dieser Zeit praktizierte. Jimmy Johnstone beschrieb die Spielweise der Schotten als „like the Dutch speeded-up“, verglich sie also mit einer beschleunigten Version des niederländischen Totalen Fußballs.

## Der Weg ins Finale
| Europapokal der Landesmeister 1966/67 | Europapokal der Landesmeister 1966/67  | Europapokal der Landesmeister 1966/67 | Europapokal der Landesmeister 1966/67 | Europapokal der Landesmeister 1966/67 | Europapokal der Landesmeister 1966/67    | Europapokal der Landesmeister 1966/67 |
| Datum                                 | Spielort                               | Gegner                                | Ergebnis                              | Runde                                 | Torschützen für Celtic                   |                                       |
| ------------------------------------- | -------------------------------------- | ------------------------------------- | ------------------------------------- | ------------------------------------- | ---------------------------------------- | ------------------------------------- |
| 28. September 1966                    | Celtic Park, Glasgow (H)               | FC Zürich                             | 2:0                                   | Erste Runde, Hinspiel                 | Gemmell, McBride                         |                                       |
| 5. Oktober 1966                       | Letzigrund, Zürich (A)                 | FC Zürich                             | 3:0                                   | Erste Runde, Rückspiel                | Gemmell (2, davon 1 Strafstoß), Chalmers |                                       |
| 30. November 1966                     | Stade Marcel-Saupin, Nantes (A)        | FC Nantes                             | 3:1                                   | Zweite Runde, Hinspiel                | McBride, Lennox, Chalmers                |                                       |
| 7. Dezember 1966                      | Celtic Park, Glasgow (H)               | FC Nantes                             | 3:1                                   | Zweite Runde, Rückspiel               | Johnstone, Chalmers, Lennox              |                                       |
| 1. März 1967                          | Gradski stadion Novi Sad, Novi Sad (A) | FK Vojvodina Novi Sad                 | 0:1                                   | Viertelfinale, Hinspiel               | −                                        |                                       |
| 8. März 1967                          | Celtic Park, Glasgow (H)               | FK Vojvodina Novi Sad                 | 2:0                                   | Viertelfinale, Rückspiel              | Chalmers, McNeill                        |                                       |
| 12. April 1967                        | Celtic Park, Glasgow (H)               | FK Dukla Prag                         | 3:1                                   | Halbfinale, Hinspiel                  | Johnstone, Wallace (2)                   |                                       |
| 25. April 1967                        | Stadion na Julisce, Prag (A)           | FK Dukla Prag                         | 0:0                                   | Halbfinale, Rückspiel                 | −                                        |                                       |
| 25. Mai 1967                          | Estádio Nacional, Lissabon (N)         | Inter Mailand                         | 2:1                                   | Finale                                | Gemmell, Chalmers                        |                                       |

## Die Mannschaft
1. Ronnie Simpson (Torhüter)
2. Jim Craig
3. Tommy Gemmell
4. Bobby Murdoch
5. Billy McNeill (Kapitän)
6. John Clark
7. Jimmy Johnstone
8. Willie Wallace
9. Stevie Chalmers
10. Bertie Auld
11. Bobby Lennox
12. John Fallon (Ersatztorhüter)

- Jock Stein (Trainer)
- Sean Fallon (Co-Trainer)
- Neil Mochan (Co-Trainer)

Bemerkung: Celtic trug keine Trikotnummern. Die Nummern waren nur auf die Hosen aufgenäht. Der zweite Torhüter war der einzige Bankspieler, der zu der Zeit erlaubt war.

## Finale
| Celtic Glasgow                                     | Celtic Glasgow | Inter Mailand | Inter Mailand |
| -------------------------------------------------- | --- | --- | ------------- |
| Celtic Glasgow                                     | \| Finale \| \| 25. Mai 1967 in Oeiras (Estádio Nacional) \| \| Ergebnis: 2:1 (0:1) \| \| Zuschauer: 45.000 \| \| Schiedsrichter: Kurt Tschenscher ( BR Deutschland) \| \| Spielbericht \|     | \| Finale \| \| 25. Mai 1967 in Oeiras (Estádio Nacional) \| \| Ergebnis: 2:1 (0:1) \| \| Zuschauer: 45.000 \| \| Schiedsrichter: Kurt Tschenscher ( BR Deutschland) \| \| Spielbericht \|                                                  | Inter Mailand |
| Celtic Glasgow                                     | Ronnie Simpson – James Craig, Tommy Gemmell – Bobby Murdoch, Billy McNeill , John Clark – Jimmy Johnstone, William Wallace, Stevie Chalmers, Bertie Auld, Bobby Lennox Cheftrainer: Jock Stein | Giuliano Sarti – Tarcisio Burgnich, Giacinto Facchetti – Gianfranco Bedin, Aristide Guarneri, Armando Picchi – Angelo Domenghini, Sandro Mazzola, Renato Cappellini, Mauro Bicicli, Mario Corso Cheftrainer: Helenio Herrera ( Argentinien) | Inter Mailand |
| Celtic Glasgow                                     | 1:1 Tommy Gemmell (63.) 2:1 Stevie Chalmers (84.) | 0:1 Sandro Mazzola (6., Foulelfmeter) | Inter Mailand |
| Finale                                             | | |               |
| 25. Mai 1967 in Oeiras (Estádio Nacional)          | | |               |
| Ergebnis: 2:1 (0:1)                                | | |               |
| Zuschauer: 45.000                                  | | |               |
| Schiedsrichter: Kurt Tschenscher ( BR Deutschland) | | |               |
| Spielbericht                                       | | |               |